# Réacteur AP600
 (novembre 2016).
Si vous disposez d'ouvrages ou d'articles de référence ou si vous connaissez des sites web de qualité traitant du thème abordé ici, merci de compléter l'article en donnant les références utiles à sa vérifiabilité et en les liant à la section « Notes et références ».
L’AP600 est un projet de réacteur à eau pressurisée (REP) américain de 600 MWe de conception simplifiée et à sûreté passive augmentée. Il est étudié par Westinghouse à partir de concepts de petits réacteurs destinés à l'alimentation de bases militaires isolées. 
Grâce à différentes options originales en matière d'homogénéité des redondances des composants principaux ainsi qu'en matière de sûreté passive, le risque de fusion du cœur est diminué d'un facteur d'échelle et le nombre de composants fonctionnels des circuits (vannes, pompes) est réduit par rapport aux conceptions antérieures. La promotion ouverte du concept a débuté vers 1985 mais le projet a souffert de ne pas trouver de cas d'application concrète même en tant que tête de série aux États-Unis. La conception "révolutionnaire" de l'AP600 de puissance moyenne s'est trouvée en divergence par rapport à celle "évolutionnaire" des projets des principaux autres constructeurs de REP poussant prioritairement à l'augmentation de la puissance unitaire dans le courant des années 1990, période marquée par le ralentissement des projets de réacteurs dans le monde compte tenu des accidents de Three Mile Island et de Tchernobyl.
Le bâtiment réacteur abandonne le système d'aspersion d'enceinte interne qui lui permettait de contrôler la pression de l'enceinte lors d'accidents de référence faisant monter la pression dans l'enceinte comme une rupture de la sortie vapeur d'un générateur de vapeur ou d'une rupture d'une tuyauterie principale du circuit primaire. Le système est remplacé par une aspersion externe de l'enceinte puisque celle-ci n'est plus en béton précontraint mais en acier. Par refroidissement naturel de l'enceinte et refroidissement forcé de celle-ci par aspersion d'eau. Afin de conserver la "passivité" du système, le réservoir de ce système désigné PCCS (Passive Containment Cooling System) est équipé de deux vannes de drain normalement ouvertes sans énergie. En cas de situation de perte d'alimentation électrique (blackout), les vannes resteraient ouvertes et ne seraient refermées au besoin que lorsque l'alimentation normale serait rétablie.
Le projet AP1000 actuel reprend les conceptions systèmes de l'AP600 avec comme objectifs d'améliorer la compétitivité en augmentant la puissance unitaire, tout en conservant les atouts comme la compacité avec une emprise au sol identique pour une puissance quasiment doublée.